# Karla LaVey
Pour les articles homonymes, voir Lavey.
Karla Maritza LaVey ou Karla Levey ou Karla Levy, née le 31 juillet 1952 à San Francisco, est la fille d'Anton Szandor LaVey et de Carole Lansing. Elle n'est pas affiliée à l'Église de Satan.

## Biographie
Elle est la fille de Carole et Anton LaVey, fondateur de l'Église de Satan. Elle a une demi-sœur, Zeena, fille de Diane Hegarty, et un demi-frère, Satan Xerxes Carnacki LaVey, fils de Blanche Barton.
Le 13 avril 1973, Karla prétend avoir rencontré Sammy Davis Jr. avec une amulette satanique et entretient des liens étroits avec Alice Cooper. On peut la voir dans Satanis, Witchcraft 70 et Speak of the Devil. 
En 1979, Karla emménage à Amsterdam.
Elle est invitée dans les émissions Joan Rivers Show, Ron Reagan Show, 20/20 et 60 Minutes.